# ماتیا پرین
ماتیا پرین (انگلیسی: Mattia Perin؛ زاده ۱۰ نوامبر ۱۹۹۲) یک بازیکن فوتبال اهل ایتالیا است که برای باشگاه یوونتوس بازی می‌کند.

## جنوا
- او فوتبال خود را در ژانویه ۲۰۱۰ به عنوان دروازه بان سوم تیم جنوا به‌طور حرفه‌ای آغاز کرد . اولین بازی خود را در سری آ در تاریخ ۲۲ می ۲۰۱۱ در مقابل چزه نا انجام داد که در یک بازی خانگی توانستند با نتیجه ۳ بر ۲ به پیروزی برسند.
- در ژوئیه ۲۰۱۱ به تیم پادوا قرض داده شد که اولین بازی خود را در سری بی در تاریخ یک اکتبر ۲۰۱۱ انجام داد که در خانه امپولی توانستند ۴ بر ۲ به پیروزی برسند .
- در تابستان ۲۰۱۲ به‌طور قرضی به تیم تازه به لیگ راه یافتهٔ پسکارا رفت و توانست تا انتهای فصل، ۲۹بار برای این تیم بازی کند .
- در ژانویه ۲۰۱۷ در بازی مقابل رم دچار مصدومیت از ناحیه زانوی راست شد و باقی فصل را از دست داد .

او در ژانویه ۲۰۱۹ با قراردادی قرضی دوباره به جنوا برگشت.

## یوونتوس
- پرین در هشتم ژوئن ۲۰۱۸ به توصیه اسطورهٔ دروازه بانی ایتالیا، جانلوئیجی بوفون، با قراردادی چهار ساله راهی تورین شد .

## تیم ملی
- پرین هم‌اکنون یکی از دروازه بان‌های آینده دار ایتالیا محسوب می‌شود .

## افتخارات
- سری آ: ۲۰۱۸-۲۰۱۹
- سوپرجام فوتبال ایتالیا: ۲۰۱۸